# Желтошапочный горихвостковый певун
Желтошапочный горихвостковый певун (лат. Myioborus flavivertex) — вид птиц семейства древесницевых (Parulidae). Подвидов не выделяют. Распространены в Южной Америке.

## Описание
Желтошапочный горихвостковый певун достигает длины 13 см. Длина крыла варьирует от 5,2 до 5,6 см. Верхняя часть тела оливково-зелёного цвета. Голова и шея чёрные с жёлтой «короной». Верхняя часть уздечки, полукруг под глазом и узкая полоса, проходящая через лоб, желтовато-коричневого цвета. Крылья оливково-зелёные с узкими серыми краями. Горло, грудь и нижняя часть тела светло-жёлтые. Кроющие перья подхвостья белые. Хвост черноватый с белыми внешними краями. Клюв и лапы черноватые.

## Распространение и места обитания
Желтошапочный горихвостковый певун является эндемиком горного массива Сьерра-Невада-де-Санта-Марта на севере Колумбии. Обитает в высокогорных и туманных лесах, на опушках и в редколесьях. Встречается на высоте от 1200 до 3050 метров над уровнем моря. Питается в основном насекомыми. Сезон размножения продолжается с апреля по июль.